# غار دیمون
غار دیمون (فرانسوی: La Caverne maudite‎) یک فیلم صامت، کوتاه و سیاه و سفید فرانسوی به کارگردانی ژرژ ملی‌یس است که در سال ۱۸۹۸ منتشر شد.